# Uşak
Uşak è una città della Turchia situata nella parte occidentale dell'Anatolia e capoluogo della provincia omonima.

## Amministrazione

### Gemellaggi
- Charleroi
- Offenbach am Main
- Astana
- Besni